# Първа национална катастрофа
„Първа национална катастрофа“ е термин, използван нашироко в българската публицистика, исторически изследвания и учебни пособия за обозначаване на резултатите и последиците от Балканските войни (1912 – 1913 г.) за България.
За изясняването на този термин се изтъква, че през Първата балканска война страната дава решаващ принос за победата на Балканския съюз над Османската империя, но през втората, Междусъюзническата война, търпи провал в усилията за национално обединение. С Букурещкия (28 юли) и Цариградския (16 септември 1913 г.) договор България губи голяма част от новозавладените територии, както и Южна Добруджа. Извоювани са малка част от Македония (Пиринският край) и излаз на Егейско море (Беломорска Тракия), но за сметка на значителни човешки (над 66 хил. убити и умрели от болести и повече от 100 хил. ранени), икономически и финансови (около 2 милиарда лева) загуби.
Посочва се, че след Междусъюзническата война близо 1 милион българи остават в земите, завладени от бившите български съюзници – Сърбия и Гърция, и са подложени на национална дискриминация. В България търсят убежище близо 250 хил. бежанци. Граденото с десетилетия българско училищно и църковно дело във Вардарска и Егейска Македония е унищожено, а Източна Тракия е обезбългарена.
Като дългосрочни последици от поражението през 1913 г. се сочат деморализация на българите, трайно отслабване на буржоазните политически партии и пречупване на стопанския и културен подем, започнал след Освобождението.